# Celama ceylonica
Celama ceylonica är en fjärilsart som beskrevs av George Francis Hampson 1893. Celama ceylonica ingår i släktet Celama och familjen trågspinnare. Inga underarter finns listade i Catalogue of Life.